# Tatort: Das letzte Rodeo
Das letzte Rodeo ist ein Fernsehfilm aus der Kriminalreihe Tatort der ARD und des ORF. Der Film wurde vom SFB produziert und am 9. Juli 2000 erstmals ausgestrahlt. Es handelt sich um den fünften Fall des Ermittler-Duos Hellmann und Ritter und die 446. Tatort-Folge. Hellmann und Ritter müssen den Tod einer jungen Frau und eine Serie an Fällen von Selbstjustiz aufklären.

## Handlung
Der Zuhälter und Restaurantbesitzer Mahmed Samir stürzt seine Angestellte Nasin, die ihn verlassen wollte, vom Balkon eines Hochhauses in den Tod. Vor Hellmann und Ritter stellt er die Tat als Selbstmord dar, den er leider nicht verhindern konnte. Er behauptet, Restaurantbesitzer zu sein und Nasin seine Kellnerin, sie habe Angst vor Abschiebung gehabt, die Beamten sind misstrauisch, doch können sie ihm nichts nachweisen. Kurz darauf werden Ritter und Hellmann zu einer Schule gerufen, wo ein berauschter Dealer fast an seinem Drogenrausch gestorben wäre. Eine Gruppe maskierter Aktivisten, die sich „Die Prügelknaben“ nennt, hatte ihn zuvor gezwungen, seinen gesamten Drogenvorrat zu schlucken. Staatsanwältin Meisel, die bei der Rettung des Dealers durch Ritter anwesend ist, weist die Beamten an, „Die Prügelknaben“ zu stellen, die Beamten hingegen hegen offenbar Sympathien für die Aktivisten, die das von den Verbrechern erbeutete Geld für wohltätige Zwecke spenden. Der Zuhälter Becher, Partner von Samir, wird abends nach dessen Weggang in seiner Villa von den „Prügelknaben“ überfallen und ausgeraubt. Am Ende des Überfalls, bei dem sie einen Sprengstoffeinsatz androhen, rufen sie die Polizei, melden das in der Villa von Becher betriebene illegale Bordell und verschwinden, bevor die Polizei eintrifft. Hellmann und Ritter gegenüber gibt sich Becher als angesehener Steuerberater aus, doch die gefundenen Beweise für das illegale Bordell sind zu erdrückend. Der angebliche „Sprengstoff“ der „Prügelknaben“ wird von Ritter als harmlose Kinderknetmasse identifiziert. Dana Becher, eine gebürtige Rumänin, sagt aus, sie habe ihren Mann aus Liebe geheiratet und bestreitet, für ihn anzuschaffen, die Beamten können ihr nicht das Gegenteil beweisen.
Im Präsidium erfahren Hellmann und Ritter, dass der am Tatort sichergestellte Fußabdruck von einem Polizeistiefel stammt. Am nächsten Tag suchen Hellmann und Ritter die Polizistenkneipe „Bullentrog“ auf, in dem sich viele Streifenpolizisten regelmäßig treffen. Hellmann spricht die frustrierten Kollegen auf die „Prügelknaben“ an und erntet verdächtiges Schweigen. Staatsanwältin Meisel fragt Hellmann und Ritter nach ihren Ermittlungsergebnissen, die Beamten teilen ihr ihren Verdacht mit, die „Prügelknaben“ treten auch bei ihren Rachetaten wie Polizisten mit Gummiknüppel auf, Hellmann verweist emotional auf den Frust der Kollegen und führt die Freilassung des offensichtlichen Zuhälters Becher an. Samir stellt Becher zur Rede, weil die „Prügelknaben“ neben Geld auch Bechers Notizbuch erbeutet haben, in dem die Daten ihrer Geschäfte stehen. „Die Prügelknaben“ hören das Gespräch über eine Wanze mit und beschließen nach kurzer Beratung, die Angelegenheit selbst in die Hand zu nehmen. Hellmann und Ritter finden heraus, dass ein Kollege, Ulf Köster, Wirt des „Bullentrogs“, bei der Polizei den Dienst quittiert hatte, weil er bei einem Einsatz ausgerastet und gewalttätig geworden war. Dessen ehemaliger Vorgesetzter Thorsten Kemper sagt aus, dass dessen Schwester drogenabhängig und kurz vor dem Einsatz gestorben war, deswegen sei Köster so ausgerastet. Von Ulf Köster stamme der Satz, dass sie, die Polizisten, die „Prügelknaben der Nation“ seien.
Unterdessen macht Meisel weiterhin Druck auf die Beamten, weil die „Prügelknaben“ bereits Nachahmer gefunden haben und sie einen handfesten Polizeiskandal befürchtet. Im „Bullentrog“ bekommen Hellmann und Ritter Abneigung, aber auch den Frust der dortigen Beamten zu spüren, von dem kürzlichen Überfall auf Drogendealer wollen sie auch nichts wissen. Als Becher, Samir und weitere Komplizen einen größeren Drogendeal in dem von Samir geleiteten Restaurant „Azahara“ besprechen, tauchen die „Prügelknaben“ auf, Samir zieht plötzlich eine Waffe, einer der „Prügelknaben“ ist schneller und erschießt Samir in Notwehr, woraufhin die „Prügelknaben“ schockiert über die Eskalation vorzeitig abziehen. Auf der Flucht wird einer der „Prügelknaben“ in einen Unfall verwickelt, kann aber unter Androhung von Waffengewalt Unfallflucht begehen. Hellmann und Ritter werden zum Unfallort gerufen und erfahren, dass sich in der Nähe des Unfallortes das Restaurant befindet, in dem Samir Geschäftsführer war und dass dieser dort wenige Minuten zuvor bei einem Überfall erschossen wurde. Yusuf sagt gegenüber den Beamten nichts Verwertbares aus, einer der Prügelknaben hatte einen Coupon für das Rodeo im „Bullentrog“ verloren, doch Yusuf unterschlägt das Beweisstück vor den Beamten. Hellmann und Ritter hören sich bei ihrer Kollegin Steffi Arnold, die nebenbei im „Bullentrog“ kellnert, um und erfahren, dass der Wirt Köster mit zwei Freunden, beides noch aktive Polizisten, zu einer Motorradtour an die Ostsee aufgebrochen ist.
Nach kurzer Fahndung können die drei ausfindig gemacht und aufs Präsidium gebracht werden, Ritter konfrontiert sie mit seinem Verdacht, die „Prügelknaben“ zu sein, die letzte Aktion der Bande sei offensichtlich aus dem Ruder gelaufen. Die drei können allerdings Tankquittungen vom Zeitpunkt des Überfalls auf das Restaurant vorlegen, so dass die Staatsanwaltschaft keinen Haftbefehl beantragt. Der junge Polizist Matti macht seinen beiden Freunden Lars und Andy unterdessen Vorwürfe, dass sie es mit dem Dealerring aufgenommen haben und er dadurch gezwungen wurde, einen von ihnen zu erschießen. Hellmann findet heraus, dass Becher die Steuererklärungen für das „Azahara“ macht. Matti, der sich gerade stellen will, hört zufällig mit, wie sich Hellmann und Ritter darüber unterhalten, dass Samir Gerechtigkeit widerfahren ist und stellt sich nunmehr doch nicht. Hellmann sucht Becher auf, dieser gibt sich ahnungslos über weitere Geschäfte von Samir, er verschweigt, beim Überfall auf dessen Restaurant anwesend gewesen zu sein. Hellmann redet, nachdem Becher gegangen ist, auf dessen Frau, die offensichtlich als Prostituierte für Becher arbeitet, ein und versucht, sie zu einer Aussage zu bewegen, er würde ihr helfen, von Becher wegzukommen, doch Dana Becher lehnt ängstlich ab. Ritter erfährt unterdessen in der Pathologie, dass Samir unter seinen Fingernägeln Spuren von Kokain hatte, er selbst war aber clean. Yusuf stellt Becher zur Rede wegen dessen gestohlenen Notizbuchs, Becher beruhigt ihn. Yusuf zeigt Becher den Rodeocoupon aus dem „Bullentrog“, auf dem Mattis Name steht.
Staatsanwältin Meisel unterrichtet Hellmann und Ritter darüber, dass die Prügelknaben mit einer anonymen Erklärung an die Presse ihre Selbstauflösung erklären und der Fall damit abgeschlossen wäre, der Überfall auf das „Azahara“ gilt nunmehr als Abrechnung unter Marokkanern. Dana meldet sich, nachdem sie von Yusuf bedroht worden war, bei Hellmann und dringt auf ein Treffen. Nachdem Hellmann ihr verspricht, sie in ein Zeugenschutzprogramm zu bringen, so dass sie in Deutschland bleiben kann, erzählt sie ihm vom geraubten Notizbuch und dass Becher und Yusuf dieses unbedingt zurückhaben wollen. Sie erzählt ihm auch vom Rodeocoupon aus dem „Bullentrog“, den Yusuf Becher zeigte. Nachdem sie im „Azahara“ niemanden antreffen, suchen Hellmann und Ritter den „Bullentrog“ auf, dort treffen sie auf Matti. Yusuf, der mit Becher vor dem Bullentrog steht, ruft in der Kneipe an und verlangt nach Matti, um durchs Fenster zu sehen, welcher der Gäste Matti ist. Hellmann hört unterdessen von Matti, dass dieser seinen Rodeocoupon verloren hat. Andy und Lars befürchten, dass Matti einer weiteren Befragung durch Hellmann und Ritter nicht standhält und veranlassen ihn, das Lokal zu verlassen. Draußen wird Matti von Becher und Yusuf niedergeschlagen und entführt. Sie foltern Matti, bis dieser schließlich Lars und Andy anruft und nach dem Buch verlangt. Anstatt sich ihrem Vorgesetzten Kemper anzuvertrauen, beschließen die beiden, den Tausch mit den Kriminellen alleine durchzuziehen. Unterdessen erfahren Hellmann und Ritter, dass Samir in Wahrheit Amir Nidaq hieß und ein international gesuchter Drogendealer war, Yusuf ist sein Bruder und hat ebenfalls eine falsche Identität.
Ritter bekommt einen Anruf, dass Matti nicht zum Dienst erschienen ist und dass sein Wagen vor dem „Azahara“ steht, die Beamten eilen dorthin. Lars und Andy sind bereits dort, um das Buch gegen ihren Freund einzutauschen. Vor dem Restaurant entdecken Hellmann und Ritter einen Streifenwagen, dieser gehört zu Kempers Zug, Kemper erzählt den beiden, dass Lars und Andy mit dem Wagen unterwegs sind. Hellmann und Ritter fordern Kempers Zug als Verstärkung an. Drinnen findet die Übergabe statt, Lars und Andy müssen aber feststellen, dass die beiden Kriminellen ihren Freund ermordet haben. Als Yusuf und Becher mit dem Notizbuch fliehen, stellen Hellmann und Ritter die beiden im Hinterhof, Andy und Lars kommen aus dem Lokal gestürmt und wollen Yusuf töten. Als auch Kemper und seine Leute eintreffen, gibt Lars auf, doch Andy, der der Initiator der „Prügelknaben“ war, besteht darauf, dass Hellmann und Ritter zur Seite gehen, damit er Yusuf töten kann, erst Hellmann kann mit einfühlsamen Worten Andy zur Aufgabe bewegen, Yusuf und Becher werden abgeführt.

## Produktion und Besonderheiten
Der Tatort Das letzte Rodeo ist eine Produktion im Auftrag des SFB für Das Erste. Der Film wurde in Berlin gedreht. Bei seiner Erstausstrahlung am 9. Juli 2000 hatte Das letzte Rodeo 7,62 Millionen Zuschauer, was einem Marktanteil von 23,05 % entspricht. Die Kreditkarte, die die Gangster zum Zerteilen des Kokains benutzen, bezeichnet als seinen Inhaber den Regisseur der Folge, Pete Ariel. In derselben Szene ist als einer der Drogendealer Rüdiger Wandel zu sehen, der zur selben Zeit Bienzles Assistenten Gächter verkörperte.

## Kritik
TV Spielfilm beurteilte den Film nur mittelmäßig und kommentiert: „Ein Ritt, der keinen aus dem Sattel haut“.